# Elaeocarpus burebidensis
Elaeocarpus burebidensis är en tvåhjärtbladig växtart som beskrevs av Adolph Daniel Edward Elmer. Elaeocarpus burebidensis ingår i släktet Elaeocarpus och familjen Elaeocarpaceae. Inga underarter finns listade i Catalogue of Life.